# Sävsjö BK
Sävsjö BK är en bandyklubb i Sävsjö i Sverige, bildad 1971. I herrlaget har Jonas Claesson spelat, där han debuterade i Division 2 som 13-åring. tills han som 14-åring värvades till Vetlanda BK.
Damlaget har spelat två säsonger i Sveriges högstadivision. 1972/1973 och 1973/1974.